# Ptilinopus richardsii
Ptilinopus richardsii é uma espécie de ave da família Columbidae.
É endémica de Ilhas Salomão.
Os seus habitats naturais são: florestas subtropicais ou tropicais húmidas de baixa altitude.